# Holoparamecus occultus
Holoparamecus occultus is een keversoort uit de familie zwamkevers (Endomychidae). De wetenschappelijke naam van de soort werd in 1872 gepubliceerd door Leder.